# Lâu đài Levice
Lâu đài Levice (tiếng Slovakia: Levický hrad) bao gồm các tàn tích được bảo tồn của một lâu đài được xây theo phong cách kiến trúc Gothic, tọa lạc gần trung tâm thị trấn Levice, vùng Nitra, Slovakia.

## Lịch sử
Lâu đài Levice được xây dựng trên một rặng núi đá bao quanh bởi đầm lầy vào nửa sau thế kỷ 13. Lâu đài đảm nhiệm chức năng bảo vệ con đường dẫn từ phía nam tới các thị trấn khai thác mỏ ở miền Trung Slovakia. Ban đầu, lâu đài là một phần của điền trang Matúš Čák Trenčianský. Sau này, lâu đài trở thành tài sản của hoàng gia.
Vào năm 1388, lâu đài thuộc sở hữu của gia đình Levick. Một trận hỏa hoạn lớn xảy ra vào năm 1434 khiến lâu đài bị hư hại, nhưng lâu đài đã được xây dựng lại. Sau gia đình Levick, lâu đài một lần nữa thuộc về hoàng gia từ năm 1553. Lúc bấy giờ, lâu đài được thêm vào hệ thống pháo đài chống Thổ Nhĩ Kỳ. Trong các giai đoạn sau này, lâu đài lần lượt thuộc sở hữu của các gia đình Dobóovci, Koloničovci, Čákyovci và Esterháziovci.
Sau trận hỏa hoạn năm 1696, lâu đài bị hư hại nặng. Ba năm sau, quân đồn trú rời khỏi lâu đài, do đó lâu đài không còn giữ chức năng phòng thủ nữa.